# NHKニュースTODAY
『NHKニュースTODAY』（エヌエイチケイ ニュース・トゥデイ）は、日本放送協会（NHK）で、1988年4月4日から1990年3月30日まで放送された大型報道番組である。

## 概要
14年にわたって放送された『ニュースセンター9時』の跡を継いで放送開始された。開始からの半年間（80分時代）のキャッチフレーズは、ジュール・ヴェルヌによる1872年に発表されたフランスの小説『80日間世界一周』に喩えた「80分間、世界一周。」だった。
アンカーマンは番組開始までNHK BS1『ワールドニュース』のキャスターを務めていた平野次郎。2年目はシティウォッチング担当キャスターだった大村朋子がサブキャスターとして加わる。平野・大村の他に専門分野で担当キャスターが設けられ、他にスポーツ担当で福島敦子、国際担当で国谷裕子が務めた。橋本大二郎（元高知県知事）が社会担当を務めたこともある。
当初はニュース番組としては異例の試みとして一時間枠を超え21:00 - 22:20 (JST) までの放送とした。スポーツ報道に重点を置き安定した視聴率をあげていたテレビ朝日の『ニュースステーション』に対抗し、スポーツコーナーをその開始時刻である22:00からセッティングしたが、番組自体が間延びする格好となり、当初の目論見は果たせなかった。特にプロ野球ナイター速報では、試合が長引けばその時間内に結果を伝えきれず、23:40から放送されていた最終版ニュース「ニュースと解説（放送上の字幕は「NHKニュース・コメンタリー」）」では、簡単に結果を伝える程度で終わる試合もあった。
従って番組のコンパクト化を図り、1988年10月3日からは22:00までの放送とした。この際、23:40からの「ニュースと解説」をその前23:35からのローカルニュースと枠を統合、スポーツニュースを充実化させた『NHKナイトニュース』として時間枠を拡大して対応した。
1989年2月6日に、NHK放送センター内のCT-510スタジオから放送センター北館「ニュースセンター」へ移転。セットはCT-510スタジオからそのまま移設された。
1990年4月より、高島肇久がメインキャスターを務める『NHKニュース21』に後を譲った。
また、最末期にはクリアビジョン放送を実施していた（ただし、『クリアビジョン』テロップは月曜以外の曜日は表示されなかった）。

## 出演者
| 担当                             | 1988年度    | 1989年度    |
| -------------------------------- | ----------- | ----------- |
| アンカーマン                     | 平野次郎    | 平野次郎    |
| サブキャスター                   | 不在        | 大村朋子    |
| キャスター（経済）               | 藤田太寅    | 藤田太寅    |
| キャスター（政治）               | 清水善郎    | 清水善郎    |
| キャスター（社会）               | 橋本大二郎  | 橋本大二郎  |
| キャスター（国際）               | 国谷裕子☆   | 平野次郎    |
| キャスター（気象）               | 目加田頼子◎ | 堀江さゆみ◎ |
| キャスター（シティウォッチング） | 大村朋子    | 佐藤淳◎     |
| キャスター（スポーツ）           | 福島敦子◎   | 福島敦子◎   |

- 特記なしはNHK記者
- ☆-外部登用（フリージャーナリスト）
- ◎-NHKアナウンサー（福島は局契約）
- 福島は後番組『NHKニュース21』も続投。

## テーマ曲
- オープニング作曲：細野晴臣
- エンディング作曲：大野雄二

## 備考
- 1988年3月2日にテレビ東京系で当時放送されていた『メガTONニュースTODAY』とタイトルが酷似していると同社から抗議された[11]。この際NHK側は「NHK・ニュースTODAY」ではなく「NHKニュース・TODAY」（NHKニュースが実質的な冠題名で、番組のメインタイトルは「TODAY」だけという解釈）であると返答した。しかし『メガTON―』側はスタート半年後にネットワーク名がTXNへと改まり、それに伴い番組は終了している[注釈 3]。
- 新聞ラジオ・テレビ欄の番組表では「ニュース・トゥデー」と表記されていた。
- 政治関連、事件、事故、災害等の重大ニュースがあった日には、19:00から放送の『NHKニュース』終了後または20:00から「NHKニュースTODAY特集」のタイトルを出して放送された。
- 当番組の直前に放送されていた各放送局のローカルニュース（『ニュースセンター845』など）では、エンディングで「つづいてTODAYをどうぞ」のテロップが表示された。
- 番組セットは、それまでの「ニュースセンター9時」が長らく使い続けてきた「ワーキング・スタジオ」の考え方を形にしたセットとは打って変わり、背景に大きな窓（都会のビル階の写真パネルをはめ込んだもの）を配し、リビングのようなくつろいだ雰囲気のものへ変わったが、これは「ニュースステーション」を多分に意識したものであった。また、スタジオ（CT-510スタジオ。ワイドニュース用としてNC9などで使用）にそれまでなかったミニクレーンなどの設備も導入している。なお、テーブルは1989年度に「ニュースステーション」の「ブーメランテーブル」よりも原稿が置きやすい馬蹄型のテーブルとなり、この番組と「モーニングワイド」の7時台ではメイン格のキャスターが中央に、サブ核やコーナーのキャスターが左右奥に座って伝えていた。
  - セットは『スポーツタイム』や『サンデースポーツスペシャル』でも使用されたが、朝の「NHKモーニングワイド」では、窓にブラインドが下ろされていた。
- 初年度には社会部記者の1人に当時から「テレビの天才」と後輩たちから呼ばれていた池上彰（シティーウォッチング専属デスク）がいた。池上は当番組終了後の1990年4月から『イブニングネットワーク』と『ニュースセンター845』を担当した。